# Pseudebulea fentoni
Pseudebulea fentoni is een vlinder uit de familie van de grasmotten (Crambidae), uit de onderfamilie van de Spilomelinae. De wetenschappelijke naam van deze soort is voor het eerst voorgesteld door Arthur Gardiner Butler in een publicatie uit 1881.

## Verspreiding
De soort komt voor in China, het Russische Verre Oosten, Korea en Japan.

## Ondersoorten
- Pseudebulea fentoni fentoni Butler, 1881
- Pseudebulea fentoni koreensis Munroe & Mutuura, 1968
- Pseudebulea fentoni sadoensis Munroe & Mutuura, 1968
- Pseudebulea fentoni ussuriensis Munroe & Mutuura, 1968
- Pseudebulea fentoni yezoensis Munroe & Mutuura, 1968